# Thecaphora lathyri
Thecaphora lathyri är en svampart som beskrevs av J.G. Kühn 1873. Thecaphora lathyri ingår i släktet Thecaphora och familjen Glomosporiaceae.   Inga underarter finns listade i Catalogue of Life.